# Con axònic
El con axònic és una part especialitzada del cos cel·lular d'una neurona que es connecta a l'axó. Es pot identificar mitjançant microscòpia òptica a partir de la seva aparença i localització en una neurona i de la seva escassa distribució de la substància de Nissl.
El con axònic és l'últim lloc del soma on se sumen els potencials de membrana propagats a partir d'inputs sinàptics abans de ser transmesos a l'axó. Durant molts anys, es va creure que el con axònic era el lloc habitual d'inici de potencials d'acció: la zona desencadenant. Actualment, es pensa que el lloc primer del potencial d'acció es troba en el segment inicial: just entre el pic del con i el segment inicial (no mielinitzat) de l'axó. Tanmateix, el punt positiu, en què s'inicia el potencial d'acció, varia entre les cèl·lules. També es pot alterar mitjançant l'estimulació hormonal de la neurona o per efectes de segon missatger dels neurotransmissors.
El con axònic també delimita dominis de membrana separats entre el cos cel·lular i l'axó. Això permet localitzar proteïnes de membrana a la part axonal o somal de la cèl·lula.

## Estructura
El con axònic i el segment inicial tenen diverses propietats especialitzades que les fan capaces d'accionar generacions potencials, incloent l'adjacència a l'axó i una densitat de canals de ions regulats per tensió molt superior a la de la resta del cos cel·lular. A les cèl·lules ganglionals de l'arrel dorsal, es creu que el cos cel·lular té aproximadament 1 canal de sodi amb tensió reduïda per micròmetre quadrat, mentre que el con axònic i el segment inicial de l'axó tenen aproximadament ~ 100–200 canals de sodi amb tensió per micròmetre quadrat; en comparació, es pensa que els nodes de Ranvier al llarg de l'axó tenen ~ 1000–2000 canals per micròmetre quadrat. Aquesta agrupació de canals de ions activats per tensió és una conseqüència de proteïnes que associen plasma-membrana i citoesquelet com l'anquirina.
En models electrofisiològics, el con axònic s'inclou en el segment inicial de l'axó on es sumen els potencials de membrana propagats des d'entrades sinàptiques fins a les dendrites o el cos cel·lular.

## Funció
Tant els potencials postsinàptics inhibidors (IPSP) com els potencials postsinàptics excitatoris (EPSPs) es sumen en el con de l'axó i un cop superat el llindar desencadenant, un potencial d'acció es propaga a través de la resta de l'axó (i “enrere” cap a les dendrites com es veu en el transport retrògrad neuronal). El desencadenant és causat per retroalimentació positiva entre els canals de sodi dependents de la tensió altament concorreguts, presents en densitat crítica al con axònic (i als nodes de Ranvier) però no pas al soma.
En el seu estat de repòs, una neurona està polaritzada, amb el seu interior a uns -70 mV en relació amb el seu entorn. Quan un neurotransmissor excitatori és alliberat per la neurona presinàptica i s'uneix als filaments dendrítics postsinàptics, s'obren canals de ions d'activació mecànica (per lligand), permetent que els ions de sodi entren a la cèl·lula. Això pot fer que la membrana postsinàptica es despolaritzi (menys negativa). Aquesta despolarització es desplaçarà cap al con axònic, disminuint exponencialment amb el temps i la distància. Si es produeixen diversos esdeveniments d'aquest tipus en poc temps, el con de l'axó pot quedar despolaritzat suficientment perquè s'obrin els canals de sodi regulats per tensió. Això inicia un potencial d'acció que després es propaga "baixant" per l'axó.
A mesura que el sodi entra a la cèl·lula, el potencial de la membrana cel·lular esdevé més positiu, cosa que activa encara més canals de sodi a la membrana. L'afluència de sodi supera finalment l'eflux de potassi (a través dels canals de potassi de dos dominis de porus o canals de fuga, iniciant un bucle de retroalimentació positiva (fase ascendent). Al voltant de +40 mV, els canals de sodi amb tensió comencen a tancar-se (fase de pic) i els canals de potassi amb tensió comencen a obrir-se, desplaçant el potassi pel seu gradient electroquímic i cap a fora de la cèl·lula (fase de caiguda).
Els canals de potassi presenten una reacció retardada a la repolarització de la membrana i, fins i tot després d'aconseguir el potencial de repòs, continua fluint potassi cap afora, resultant en un fluid intracel·lular més negatiu que el potencial de repòs i durant el qual no es pot encetar cap potencial d'acció (fase de baixada / període refractari). Aquesta fase de baixada garanteix que el potencial d'acció es propaga per l'axó en sentit "descendent" i no s'atura l'impuls nerviós.
Un cop iniciat aquest potencial d'acció inicial, principalment al con axònic, es propaga per la longitud de l'axó. En condicions normals, el potencial d'acció s'atenuaria molt ràpidament degut a la naturalesa porosa de la membrana cel·lular. Per garantir una propagació més ràpida i eficaç dels potencials d'acció, l'axó és mielinitzat. La mielina, un derivat del colesterol, actua com a beina aïllant i garanteix que el senyal no pot escapar pels ions o els canals de fuita. Hi ha, però, buits en l'aïllament (nodes de Ranvier), que augmenten la intensitat del senyal. A mesura que el potencial d'acció arriba a un node de Ranvier, despolaritza la membrana cel·lular. A mesura que la membrana cel·lular és despolaritzada, els canals de sodi regulats per tensió s'obren i el sodi es precipita cap a l'interior, generant un nou potencial d'acció.